# Flamsteedovi objekti
Flamsteedovi objekti odnosno Flamsteedovo označavanje zvijezda je vrsta označavanja slična Bayerovom označavanju s tom razlikom, što se kad se označuje zvijezdu umjesto grčkih slova rabi brojke. Svaka zvijezda je označena brojem i genitivom imena zviježđa u kojem se nalazi. Flamsteedovom označavanju je slično Gouldovo označavanje.
Ime nosi po engleskom astronomu Johnu Flamsteedu. Astronomski katalog je sastavljen 1712. i 1725. godine i obuhvaća oko 2600 objekata.